# Умм-ер-Рбія
Умм Ер-Рбія (араб. أم الربيع,мати весни) — річка в Марокко, має довжину 555 км. Умм-Ер-Рбія є другою за величиною стоку річкою в Марокко після Себу. Виток річки розташований в горах Середнього Атласу, протікає через місто Хеніфра і впадає в Атлантичний океан в Аземмур. Умм-Ер-Рбія має шість гребель. Найбільшими притоками є Ель-Абід, Лахдар.

## Каскад ГЕС
На річці розташовані ГЕС Танафніт, ГЕС Ahmed El Hansali, ГЕС Ал-Массіра, ГЕС Imfout.
| Марокко | Це незавершена стаття з географії Марокко. Ви можете допомогти проєкту, виправивши або дописавши її. |